# Sphenometopa montivaga
Sphenometopa montivaga är en tvåvingeart som beskrevs av Kolomiets och Artamonov 1981. Sphenometopa montivaga ingår i släktet Sphenometopa och familjen köttflugor. Inga underarter finns listade i Catalogue of Life.